# Погорелица (Тверская область)
Погорелица — деревня в Пеновском районе Тверской области.

## География
Находится в западной части Тверской области на расстоянии приблизительно 29 км на запад-северо-запад по прямой от железнодорожной станции Пено на северном берегу озера Долгое.

## История
Деревня была показана на карте 1825 года. В 1859 году здесь (деревня Осташковского уезда) было учтено 5 дворов, в 1939 — 13. До 2020 года входила в Ворошиловское сельское поселение Пеновского района до их упразднения.

## Население
Численность населения: 46 человек (1859 год), 5 (русские 100 %) 2002 году, 5 в 2010.